# Leamington F.C.

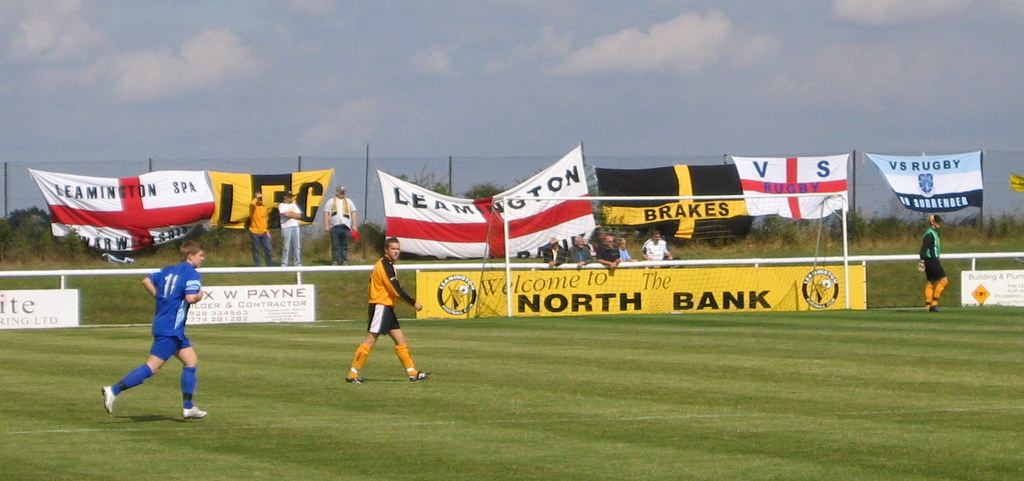
Cổ động viên Leamington FC treo cờ tại sân New Windmill

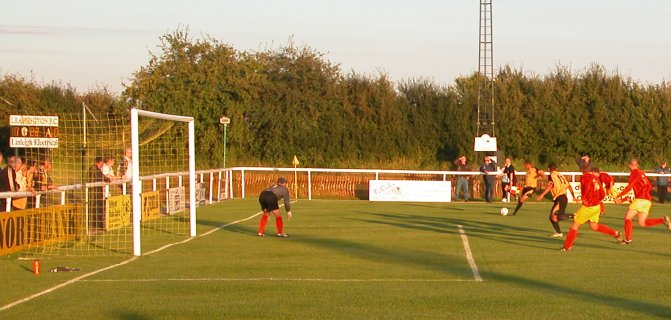
Leamington thi đấu trước Banbury tại sân New Windmill, North Bank End

Leamington FC là một câu lạc bộ bóng đá có trụ sở tại Leamington Spa, Warwickshire, Anh. Đội bóng hiện thi đấu tại  và có sân nhà ở New Windmill Ground, gần Bishop's Tachbrook.

## Danh hiệu
- Southern League
  - Nhà vô địch Premier Division các mùa giải 1982–83, 2012–13
  - Nhà vô địch Division One Midlands mùa giải 2008–09[2]
  - Nhà vô địch Champions Cup các mùa giải 1973–74, 1983–84[3]
  - Nhà vô địch League Cup các mùa giải 1973–74, 1983–84[3]
- Midland League
  - Nhà vô địch mùa giải 1964–65[4]
- West Midlands (Regional) League
  - Nhà vô địch các mùa giải 1961–62, 1962–63[4]
- Midland Alliance
  - Nhà vô địch mùa giải 2006–07[3]
  - Nhà vô địch League Cup mùa giải 2006–07[3]
  - Nhà vô địch Joe McGorian Cup mùa giải 2007–08
- Midland Combination
  - Nhà vô địch Premier Division mùa giải 2004–05[2]
  - Nhà vô địch Division Two mùa giải 2001–02[2]
- Birmingham Senior Cup
  - Nhà vô địch các mùa giải 1951–52, 1955–56, 1960–61, 1969–70, 1971–72, 2016–17, 2018–19, 2021–22